# PlentyOfFish
PlentyOfFish（簡稱POF）是一個社群網路服務及約會網站。於2003年創立，總部設在加拿大英屬哥倫比亞省溫哥華市，該網站被評為當今全球最有價值的未上市科技公司之一。

## 歷史
PlentyOfFish創辦人馬爾庫斯·弗萊德在1999年畢業於英屬哥倫比亞理工學院。自從2003年創立起，該網站一直是以免費註冊的方式運行，其收入主要來自於Google AdSense，並無與投資者合作。2012年，PlentyOfFish被商業內幕選為全球第97家最有價值的未上市科技公司。